# أشرف صبحي
أشرف صبحي هو وزير الشباب والرياضة المصري في حكومة مصطفى مدبولي، وأستاذ الإدارة الرياضية بجامعة حلوان.

## تعليمه
حصل صبحي على الدرجات العلمية الآتية:
- بكالوريوس التربية الرياضية من كلية التربية الرياضية جامعة حلوان بتقدير عام امتياز مع مرتبة الشرف والأول على دفعته - 1989
- ماجستير في العلاقات العامة والإدارة الرياضية من جامعة حلوان. - 1994
- دكتوراه الإدارة الرياضية من جامعة حلوان وجامعة آتوا الكندية - 2000.

كما حصل على الدورات والدراسات الآتية:
- دورة جو جلوبال بالجامعة الأمريكية بالقاهرة (تصميم فكر نموذج إدارة الأعمال)
- دبلومة في التسويق من الجو نكن كولدج - كندا
- دبلومة في العلاقات العامة من الجو نكون كولدج.
- الحصول على مستوى اللغة الإنجليزية (تويفل TOEFL) - القاهرة 1989
- الحصول على مستوى اللغة المتقدم في المحادثة - كندا 1999
- دورة الاتحاد المصري لكرة القدم في إدارة كرة القدم بالتعاون مع الاتحاد الإنجليزي لكرة القدم - 2001
- دورة الاتحاد المصري لكرة القدم (تسويق اللعبة الجميلة) مع الاتحاد الإنجليزي لكرة القدم - 2002
- الدورة الدولية الأولى لإدارة الاتحاد الإنجليزي لكرة القدم ونادي مانشستر يونايتد - لندن 2003 والتي شملت البرامج التالية:
  - تطوير إدارة كرة القدم
  - تسويق الدوري الانجليزي لكرة القدم
  - حقوق البث في كرة القدم للدورى الانجليزى
  - التحكيم وإدارة الحكام بالدورى الإنجليزي
  - الهيكلة وإدارة الاتحاد الانجليزى لكرة القدم
  - اكاديمية مانشستر يونايتد لكرة القدم
- دورات اتحاد المدربين الكنديين المستوى الأول والثاني والثالث 1989-2000
- دورة التفكير التحولى بابوظبى
- دورة إدارة الاولويات بابوظبى
- دورة محترف إدارة المشاريع (PMP)

## مسيرته الرياضية
لعب صبحي الكاراتيه وحصل على بطولة الجمهورية للكاراتيه.

## مناصبه

### في نادي الزمالك[3]
- تنظيم المراسم وحفل الافتتاح بطولة أفريقيا لكرة اليد بنادي الزمالك - 1992.
- عضو اللجنة التنظيمية لبطولة أفريقيا لكرة السلة - 1992.
- أخصائي النشاط الرياضى بنادى الزمالك 1994-1999.
- عضو لجنة المراسم والاستقبال لنهائي أفريقيا الزمالك – شوتنج ستار1997.
- مدير العلاقات العامة بنادى الزمالك 2000.
- رئيس قطاع الاستثمار والتسويق في نادى الزمالك 2010 - 2012.
- مدير العلاقات العامة والتسويق الرياضي بنادي الزمالك - 2017.

### في هيئة ستاد القاهرة الدولي
- رئيس هيئة استاد القاهرة الدولى 2012 - 2014.
- عضو مجلس إدارة هيئة ستاد القاهرة الدولي.
- عضو لجنة القيادات لهيئة ستاد القاهرة الدولي.

#### انجازات عامة اثناء إدارة هيئة استاد القاهرة.
- إنشاء ملاعب نجيل صناعى جديدة بالهيئة
- استضافة الاحداث الرياضية والفنية الكبرى
- استضافة الاحتفالات القومية الكبرى
- تطوير الاستاد الرئيسى، استاد الفروسية، مجمع حمامات السباحة، مجمع الصالات المغطاة، مجمع التنس، مجمع الاسكواش

### مناصب أخرى
سكرتير عام منطقة الجيزة للكاراتيه (1994 - 1997).
عضو بمجلس إدارة الاتحاد المصري لكرة القدم (2004 - 2009)،
المدير التنفيذي لنادي بني ياس الإماراتي (2009 - 2010)
رئيس اللجنة التسويقية للبطولة العربية للجامعات عام 2010.
رئيس هيئة ستاد القاهرة الدولي (يناير 2012 - أغسطس 2014)
سكرتير عام الاتحاد الرياضى المصرى للجامعات (2016 - يونيو 2018)

## العمل الحكومي
تم تكليف أشرف صبحي بالعمل كمساعد لوزير الشباب والرياضة خالد عبد العزيز في حكومة ابراهيم محلب منذ أغسطس 2014 وحتى مارس 2016، إلا أنه تقدم باستقالته دون أسباب.
في 14 يونيو 2018، عُيّين وزيرًا للشباب والرياضة في حكومة مصطفى مدبولي، وأدّى اليمين الدستورية أمام عبد الفتاح السيسي رئيس مصر كوزير للشباب والرياضة خلفا لخالد عبد العزيز.